# Seks i køkkenet
Seks i køkkenet er en dansk dokumentarfilm fra 1972 instrueret af Per Larsen og efter manuskript af Birgitte Siboni og Leif Beckendorff.

## Handling
Seks eksaminerende husholdningslærere fra hele landet demonstrerer nogle af de mulighed, som fjærkræ frembyder i madlavningen. Desuden gennemgås partering af fjerkræ.